# Stroncijev peroksid
Stroncijev peroksid je v obliki belega pudra ali prahu. Racionalna formula SrO2. Je oksidativno sredstvo, ki se uporablja za beljenje in v nekaterih pirotehničnih sestavah.
Strupeno je za vdihavanje, zaužitje ali stik (koža, oči) s parami ali snovjo povzroči hude poškodbe, opekline ali smrt. Pri požaru lahko nastanejo dražilni in/ali strupeni plini. Strupeni/vnetljivi hlapi se lahko kopičijo v nižjih prostorih (kleti, zbiralniki, cisterne, itd.).
Širjenje požara ali odtekanje vode za gašenje lahko povzroča onesnaženje. Lahko eksplodira zaradi trenja, segrevanja ali onesnaženja. Pospešuje gorenje, če pride v stik s plamenom. Lahko povzroči vžig gorljivih snovi(les, papir, olje, oblačila itd.)
Snov reagira eksplozivno z ogljikovodiki (gorivi). Kontejner lahko eksplodira pri segrevanju. Iztekanje lahko povzroči požar ali eksplozijo.